# Anton Eder (Politiker, 1868)
Anton Eder (* 9. April 1868 in Brixen; † 15. September 1952 in Innsbruck) war ein österreichischer Rechtsanwalt und Politiker und von 1923 bis 1929 Bürgermeister von Innsbruck.

## Leben
Der Sohn eines Buchhändlers besuchte das Gymnasium in Brixen und studierte anschließend Rechtswissenschaften. In Innsbruck wurde er Mitglied der schlagenden Studentenverbindung Akademischer Gesangsverein. 1899 ließ er sich als Rechtsanwalt in Innsbruck nieder. 1914 wurde er als Vertreter der Deutschfreiheitlichen Partei in den Innsbrucker Gemeinderat gewählt, 1919 und 1921 wurde er wiedergewählt, zuletzt als Vertreter der Großdeutschen Volkspartei, in der die Deutschfreiheitliche Partei um 1920 aufgegangen war. Im Gemeinderat war er Mitglied und lange Zeit Obmann der Dienst- und Rechtssektion. 1921 wurde er in den Stadtrat entsandt. Nach dem Rücktritt Wilhelm Greils wurde er am 12. Juni 1923 vom Gemeinderat zum Bürgermeister gewählt. Am 15. Mai 1925 wurde er für die Amtsperiode bis Mai 1929 wiedergewählt.
In Eders Amtszeit als Bürgermeister fiel die Umsetzung zahlreicher Infrastrukturprojekte. Nachdem bereits unter seinem Vorgänger Greil der Achensee erworben worden war, gründete die Stadt unter Eders Führung zusammen mit einem Bankenkonsortium und dem Land die Tiroler Wasserkraftwerke AG (TIWAG), an der die Stadt knapp die Hälfte der Aktien hielt, und ließ von 1925 bis 1927 das Achenseekraftwerk errichten. Zu den weiteren Errungenschaften gehören der Bau der Nordkettenbahn, die Anlage des Flughafens in der Reichenau, die Modernisierung des Sillwerks, zwei neue Sillbrücken (Pembaur- und Prinz-Eugen-Brücke), Quellfassungen in der Mühlauer Klamm, das Städtische Dampfbad in der Salurner Straße, das Hallenbad Amraser Straße und die Bergiselschanze. Zur Linderung der Wohnungsnot ließ er von Stadtbaudirektor Jakob Albert und Architekt Theodor Prachensky mehrere große städtische Wohnanlagen bauen, darunter den Schlachthofblock, den Pembaurblock in Pradl und den Mandelsbergerblock in Wilten.
Am 27. Mai 1929 übergab Eder das Amt an seinen Nachfolger, den bisherigen Vizebürgermeister Franz Fischer, und schied aus dem Gemeinderat aus. Bis zu seiner Pensionierung 1947 blieb er Vizepräsident, geschäftsführender Verwaltungsrat und Rechtsberater der TIWAG. Eder starb 84-jährig an den Folgen eines Verkehrsunfalls und wurde in einem städtischen Ehrengrab auf dem Innsbrucker Westfriedhof beigesetzt.
Im Stadtteil Pradl wurde die Anton-Eder-Straße nach ihm benannt.